# Marie Párová
Marie Párová (1947 Praha – 2015 tamtéž) byla italská muzikálová a operní zpěvačka a herečka českého původu.

## Život
Pocházela z pražských Vinohrad. Vystudovala Pražskou konzervatoř v oboru Operní zpěv. Jejím spolužákem byl Vlastimil Harapes.
V roce 1965 poprvé navštívila Itálii, kde později zůstala trvale. Federico Fellini ji v Itálii začal říkat „Mariona“. Její manžel byl producent, který se zadlužil. Poslední léta žila v Itálii s matkou. V roce 2008 se vrátila do České republiky do bytu po matce, kde strávila své dětství.

## Umělecká kariéra
První angažmá bylo na hlavní muzikálové scéně v divadle Sistina v Římě, kde účinkovala ve známých muzikálech. Působila na menší scéně ve staré římské čtvrti v divadle Tiberino. Vystoupila v mnoha televizních show.
Po návratu do Česka interpretovala římské a neapolské písně a repertoár stavěný na světových i českých evergreenech rozličných žánrů.
Zemřela v Praze v říjnu 2015 ve věku 68 let, příčinou úmrtí byla rakovina slinivky.

## Filmografie
- Satyrikon, org. Satyricon (1969)
- Klauni (1970)
- Amarcord (1973)
- Řím, org. Roma (1972)
- Casanova Federica Felliniho, org. Casanova di Federico Fellini (1976)
- Město žen, org. La Citta delle donne (1980)
- Líbáš jako ďábel (2012) – Claudie